# Răzvan Raț
Răzvan Dincă Raț, född 26 maj 1981 i Piatra-Olt, är en rumänsk före detta fotbollsspelare som spelade som vänsterback. Han har totalt representerat det rumänska landslaget i 113 landskamper. På klubblagsnivå spelade han för bland andra Sjachtar Donetsk, West Ham United och Rayo Vallecano.